# 안토니우 마스카레냐스 몬테이루
안토니우 마누엘 마스카레냐스 고메스 몬테이루(포르투갈어: António Manuel Mascarenhas Gomes Monteiro, 1944년 2월 16일 ~ 2016년 9월 16일)는 카보베르데의 제2대 대통령으로, 카보베르데 최초로 정치 방식을 바꾼 사람이다.

## 일생
카보베르데 최대의 섬인 산티아고 섬의 산타카타리나에서 태어났다. 뢰펜 가톨릭 대학에서 학위를 땄다. 그는 카보베르데로 돌아간 1977년까지 그곳에서 일했다.

## 제2대 대통령
그런데 그 무렵 카보베르데는 카보베르데 기니비사우 독립 아프리카 당에 의한 1당 국가였다. 이에 불만을 받아온 카보베르데 기니비사우 독립 아프리카 당은 1990년 다당제로 전환하게 된다. 그는 민주주의의 운동에 들어갔고, 1991년 초대 대통령이었던 아리스티데스 페레이라를 제치고 대통령으로 당선된다. 1996년 80%의 지지율을 받고 재선되었다.
카보베르데에서는 3선 연임이 금지되어있기 때문에, 2001년 그는 사임하였다. 사임 후 그는 페드루 피르스에세 대통령직을 넘겨 주었고, 카를로스 베이가로부터 총리직을 이어받았다.

## 동티모르 관련
2006년 9월 19일, 국제 연합의 사무총장직이 수케히로 하세가와에서 몬테이루에게 넘어간다고 발표했다. 하지만 몬테이루는 영어를 못했기 때문에 국내에서 비난을 받았다.